# Decaracto
| Decaract (hipercubo-10)                          | Decaract (hipercubo-10) |
| ------------------------------------------------ | ----------------------- |
| Proyección ortogonal sobre un Polígono de Petrie |                         |
| Tipo                                             | Regular                 |
| Familia                                          | hipercubos              |
| Símbolo de Schläfli                              | {4,38}                  |
| 9-caras                                          | 20 {4,37}               |
| 8-caras                                          | 180 {4,36}              |
| 7-caras                                          | 960 {4,35}              |
| 6-caras                                          | 3360 {4,34}             |
| 5-caras                                          | 8064 {4,33}             |
| 4-caras                                          | 13440 {4,3,3}           |
| Células                                          | 15360 {4,3}             |
| Caras                                            | 11520 Cuadrado          |
| Aristas                                          | 5120                    |
| Vértices                                         | 1024                    |
| Figura de vértice                                | 9-simplex               |
| Polígono de Petrie                               | Isodecágono             |
| Grupo de Coxeter                                 | C10, [38,4]             |
| Dual                                             | 10-ortoplex             |
| Propiedades                                      | Convexidad              |

En geometría de diez dimensiones, decaracto[cita requerida] es el nombre de un miembro de la familia de los hipercubos, con 1024 vértices, 5120 líneas, 11520 cuadrados, 15360 cubos, 13440 hipercubos, así como 8064 penteractos, 3360 hexeractos, 960 hepteractos, 180 octoractos, y 20 eneractos. 
Su nombre es el resultado de combinar (un acrónimo) el nombre de teseracto o hipercubo con el prefijo deca- que se deriva del griego δέκα "diez" y significa diez (en este caso, diez dimensiones). También se le puede llamar icosaxennon o icosa-10-topo.
Es parte de una familia infinita de politopos {\displaystyle n} dimensionales conocida como hipercubos. El politopo dual de un decaracto puede ser llamado un 10-ortoplex o decacruce, y es una parte de la familia infinita de los politopos de cruce.

## Características
Puede ser nombrado por su símbolo de Schläfli {4,38}, estando según esto compuesto de 3 eneractos alrededor de cada una de las 8-caras del decaracto.

## Coordenadas cartesianas
Las coordenadas cartesianas para los vértices de un decaracto centrado en el origen y de longitud de arista 2 son:
(±1,±1,±1,±1,±1,±1,±1,±1,±1,±1)
mientras que el interior de la misma se compone de todos los puntos (x0, x1, x2, x3, x4, x5, x6, x7, x8, x9) con −1 < xi < 1.

## Otras representaciones
| Este grafo del decaracto es una proyección ortogonal. La orientación que presenta la imagen muestra columnas de vértices situados a distancia vértice-arista-vértice desde un vértice de la izquierda a un vértice de la derecha, y las aristas uniendo columnas de vértices adyacentes. El número de vértices en cada columna es equiparable al de las filas del triángulo de Pascal, siendo estas 1:10:45:120:210:252:210:120:45:10:1. | Polígono de Petrie, visto con una proyección ortogonal oblicua. |

Proyecciones ortográficas del decaracto 

20 vértices de borde
18 vértices de borde
16 vértices de borde
14 vértices de borde
12 vértices de borde
10 vértices de borde
8 vértices de borde
6 vértices de borde
4 vértices de borde

- {\displaystyle B_{10}}
20 vértices de borde
- {\displaystyle B_{9}}
18 vértices de borde
- {\displaystyle B_{8}}
16 vértices de borde
- {\displaystyle B_{7}}
14 vértices de borde
- {\displaystyle B_{6}}
12 vértices de borde
- {\displaystyle B_{5}}
10 vértices de borde
- {\displaystyle B_{4}}
8 vértices de borde
- {\displaystyle B_{3}}
6 vértices de borde
- {\displaystyle B_{2}}
4 vértices de borde

## Politopos derivados
Aplicando una operación de alternación, eliminando vértices alternativos del decaracto, se crea otro politopo uniforme, el llamado 10-demicubo, (parte de la infinita familia de los demihipercubos).